# Forholdet mellem Aserbajdsjan og Armenien i Eurovision Song Contest
Forholdet mellem Aserbajdsjan og Armenien i Eurovision Song Contest har været fjendtligt siden begge lande debuterede i 2006 (Armenien) og 2008 (Aserbajdsjan). Begge lande undlader at stemme på hinanden pga. konflikten i Nagorno-Karabakh, som har været under armensk militærkontrol siden 1993. Landenes forhold i Eurovision kom specielt under mediernes søgelys i 2009, da en masse stemmekontroverser udfoldede sig under finalen. Da Armenien afgav deres stemmer, læste Sirusho op fra et clipboard, hvorpå der var et billede af monumentet We are our mountains, en statue der ligger i Nagorno-Karabakh i Azerbaijan

## 2006:Aserbajdsjan klager
I 2006 da Armenien sendte sit første bidrag til Eurovision Song Contest, klagede de aserbajdsjanske medier over at melodigrandprixets officielle hjemmeside viste den armenske deltagers fødested som værende i Nagorno-Karabakh, selvom denne uofficielle republik officielt er en del af Aserbajdsjan. Det resultede i at man fjernede benævnelsen af deltagerens fødested fra hjemmesiden.

## 2012
Eurovision Song Contest 2012 blev afholdt i Aserbajdsjan 22. maj, 24. maj 2012, og finale lørdag den 26 maj.
7. marts 2012 meddelte Armenien, at de ikke vil deltage i 2012, selvom de havde tilmeldt sig og fået tildelt en plads i den anden semifinale.